# Beautiful Stranger (Madonna-dal)
A Beautiful Stranger a KicsiKÉM – Austin Powers 2. című film egyik betétdala Madonna amerikai énekesnő előadásában. Szerzője az énekesnő mellett William Orbit volt. A dal 1999. május 19-én jelent meg a Maverick Records gondozásában; később az énekesnő több válogatásalbumán is szerepelt, többek között a GHV2 (2001) a Celebration (2009) és a Finally Enough Love: 50 Number Ones (2022) című albumokon, de ekkor már a Warner Bros. lemezkiadó gondozásában. A dal videóklipjét 1999. május 1-jén forgatták.

## Minősítések
| Ország                   | Minősítés | Eladás   |
| ------------------------ | --------- | -------- |
| Ausztrália (ARIA)        | arany     | 35,000+  |
| Egyesült Királyság (BPI) | arany     | 532,500+ |
| Franciaország (SNEP)     | ezüst     | 125,000+ |